# Océane Dodinová
Océane Dodinová (* 24. října 1996 Lille) je francouzská profesionální tenistka. Ve své dosavadní kariéře na okruhu WTA Tour vyhrála jeden singlový turnaj. V rámci okruhu ITF získala sedmnáct titulů ve dvouhře.
Na žebříčku WTA byla ve dvouhře nejvýše klasifikována v červnu 2017 na 46. místě a ve čtyřhře pak v říjnu téhož roku na 375. místě. Trénují ji Georges Goven a otec Frederic Dodin.
Ve francouzském týmu Billie Jean King Cupu debutovala v roce 2022 algherským kvalifikačním kolem proti Itálii, v němž vyhrála za rozhodnutého stavu s Kristinou Mladenovicovou závěrečnou čtyřhru nad Bronzettiovou a Trevisanovou. Italky však zvítězily 3:1 na zápasy. Do dubna 2024 v soutěži nastoupila k jedinému mezistátnímu utkání s bilancí 0–0 ve dvouhře a 0–1 ve čtyřhře.

## Tenisová kariéra
Na okruhu ITF debutovala v sezóně 2011. Premiérovým startem na grandslamu se stala kvalifikace ženské dvouhry French Open 2013, do níž obdržela divokou kartu od národního svazu Fédération Française de tennis. V jejím úvodním kole podlehla čtrnácté nasazené Brazilce Telianě Pereirové ve dvou setech.

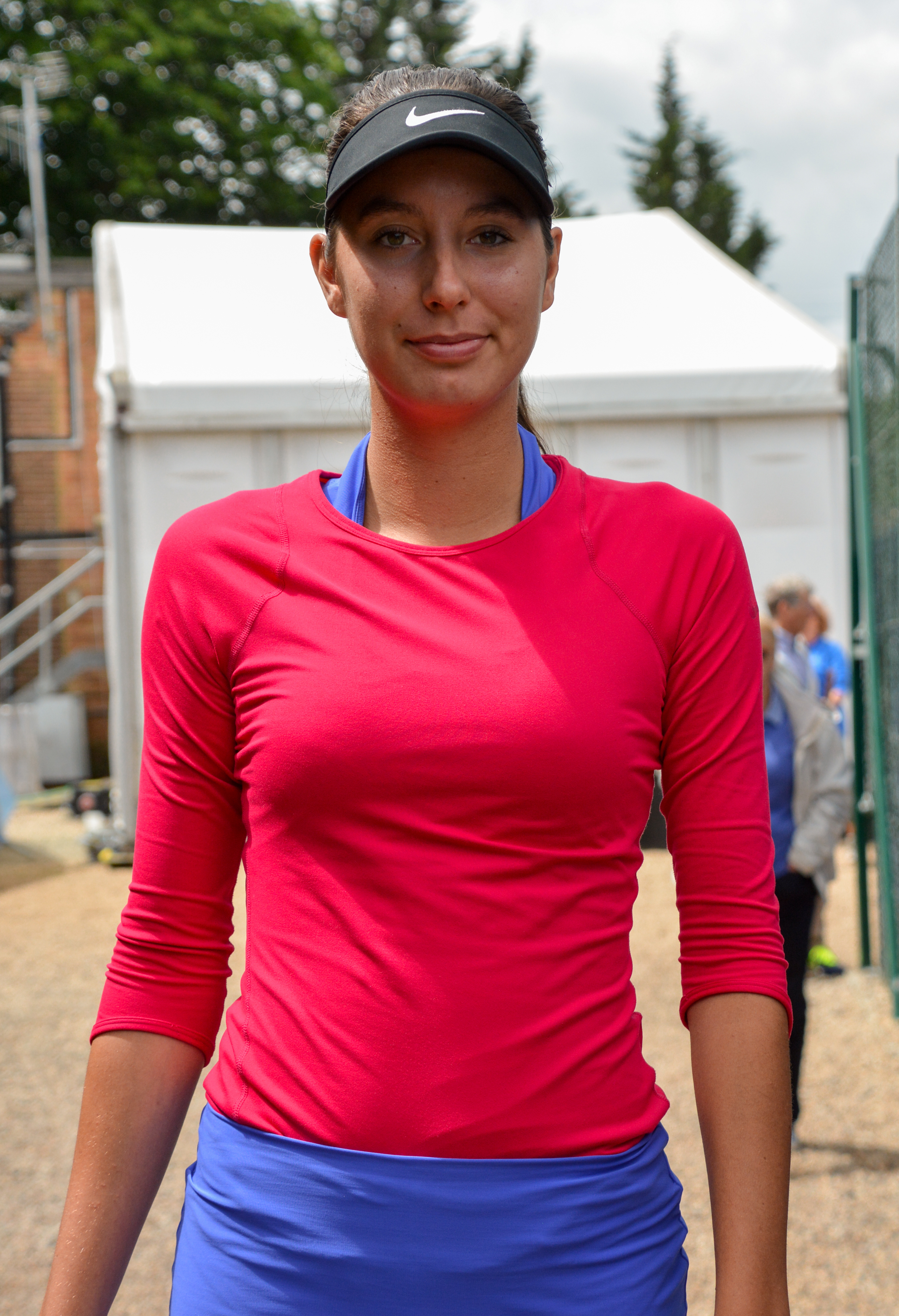
Oceane Dodinová, 2017

První vítězství v hlavní soutěži Grand Slamu přišlo na lednovém Australian Open 2015, kam jí opět udělil francouzský svaz divokou kartu. Poté, co zdolala Američanku Alison Riskeovou, skončila na raketě české turnajové dvaadvacítky Karolíny Plíškové po třísetovém průběhu. Na French Open 2015 dohrála v úvodní fázi po prohře s 55. hráčkou světové klasifikace Kurumi Naraovou.
Na červnové události okruhu ITF 2015 v Eastbourne postoupila do čtvrtfinále, když vyřadila Britku Naomi Broadyovou. Následně však nestačila na Estonku z druhé stovky žebříčku Anett Kontaveitovou ve dvou setech. V prvním kole travnatého Topshelf Open 2015 v 's-Hertogenboschi ji zdolala Michaëlla Krajiceková. Také ve wimbledonské kvalifikaci 2015 nezvládla úvodní zápas, když nenašla recept na Francouzku Stéphanii Foretzovou.
Do premiérového čtvrtfinále na okruhu WTA Tour se probojovala na zářijovém Coupe Banque Nationale 2016 v Québecu, kde vyřadila britskou turnajovou pětku Naomi Broadyovou a Sachiu Vickeryovou. Následně porazila českou kvalifikantku Terezu Martincovou a ve finále americkou kvalifikantku Lauren Davisovou, aby získala první trofej kariéry. Po turnaji se v aktualizaci žebříčku WTA z 19. září 2016 premiérově posunula do elitní světové stovky, když jí patřila 93. příčka.

## Finále na okruhu WTA Tour
| Legenda                           |
| --------------------------------- |
| D – dvouhra; Č – čtyřhra          |
| Grand Slam (0)                    |
| Turnaj mistryň (0)                |
| Premier Mandatory & Premier 5 (0) |
| Premier (0)                       |
| International (1–0 D)             |

### Dvouhra: 1 (1–0)
| Stav    | č. | datum         | turnaj         | povrch      | soupeřka ve finále | výsledek |
| ------- | -- | ------------- | -------------- | ----------- | ------------------ | -------- |
| Vítězka | 1. | 18. září 2016 | Québec, Kanada | koberec (h) | Lauren Davisová    | 6–4, 6–3 |

## Finále na okruhu ITF
| Dotace turnajů okruhu ITF | Dotace turnajů okruhu ITF |
| ------------------------- | ------------------------- |
| 100 000 $ tournaments     | 80 000 $ tournaments      |
| 60 000 $ tournaments      | 40 000 $ tournaments      |
| 25 000 $ tournaments      | 10 000 $ tournaments      |

### Dvouhra: 28 (17–11)
| Stav       | č.  | datum              | turnaj                               | povrch    | soupeřka ve finále     | výsledek           |
| ---------- | --- | ------------------ | ------------------------------------ | --------- | ---------------------- | ------------------ |
| Vítězka    | 1.  | 22. dubna 2013     | Les Franqueses del Vallès, Španělsko | tvrdý     | Tess Sugnauxová        | 6–3, –3            |
| Vítězka    | 2.  | 13. května 2014    | Antalya, Turecko                     | tvrdý     | Alexa Guarachiová      | 4–6, 6–4, 6–3      |
| Vítězka    | 3.  | 23. června 2014    | Amarante, Portugalsko                | tvrdý     | Valerija Strachovová   | 6–3, 6–2           |
| Finalistka | 1.  | 22. července 2014  | Valladolid, Španělsko                | tvrdý     | Laura Pousová Tiová    | 6–4, 5–7, 2–6      |
| Vítězka    | 4.  | 16. září 2014      | Shrewsbury, Spojené království       | tvrdý     | Carina Witthöftová     | 6–4, 6–3           |
| Finalistka | 2.  | 20. října 2014     | Poitiers, Francie                    | tvrdý     | Tímea Babosová         | 3–6, 6–4, 5–7      |
| Vítězka    | 5.  | 8. listopadu 2014  | Zawada, Polsko                       | tvrdý     | Jeļena Ostapenková     | 7–5, 6–4           |
| Finalistka | 3.  | 16. srpna 2015     | Westende, Belgie                     | tvrdý     | Mihaela Buzărnescuová  | 1–6, 1–6           |
| Vítězka    | 6.  | 21. listopadu 2015 | Shrewsbury, Spojené království       | tvrdý (h) | Freya Christieová      | 7–6(7–3), 7-5      |
| Finalistka | 4.  | 10. července 2016  | Contrexéville, Francie               | antuka    | Pauline Parmentierová  | 1–6, 1–6           |
| Finalistka | 5.  | 14. srpna 2016     | Koksijde, Belgie                     | antuka    | Richèl Hogenkampová    | 3–6, 6–4, 3–6      |
| Vítězka    | 7.  | 3. září 2016       | Barcelona, Španělsko                 | antuka    | Ioana Loredana Roșcová | 6–3, 6–4           |
| Vítězka    | 8.  | 30. října 2016     | Poitiers, Francie                    | tvrdý (h) | Lauren Davisová        | 6–4, 6–2           |
| Finalistka | 6.  | červenec 2019      | Corrois, portugalsko                 | tvrdý (h) | Pemra Özgen            | 6–3, 4–6, 3–6      |
| Finalistka | 7.  | srpen 2019         | Koksijde, Belgie                     | antuka    | Richèl Hogenkampová    | 6–4, 1–6, 4–6      |
| Vítězka    | 9.  | říjen 2019         | Cherbourg-en-Cotentin, Francie       | tvrdý (h) | Harmony Tanová         | 6–4, 6–2           |
| Finalistka | 8.  | 20. listopadu 2019 | Saint-Étienne, Francie               | tvrdý     | Ana Bogdanová          | bez boje           |
| Vítězka    | 10. | 10. března 2020    | Mâcon, Francie                       | tvrdý (h) | Jessika Ponchetová     | 3–6, 6–1, 6–3      |
| Vítězka    | 11. | říjen 2020         | Reims, Francie                       | tvrdý (h) | Ljudmila Samsonovová   | 6–4, 6–2           |
| Finalistka | 9.  | listopad 2021      | Open Nantes, France                  | antuka    | Anhelina Kalininová    | 6–7(4), 0–1skreč   |
| Vítězka    | 12. | listopad 2021      | Pétange, Lucembursko                 | tvrdý (h) | Anna Kubarevová        | 6–3, 6–1           |
| Vítězka    | 13. | leden 2023         | Monastir, Tunisko                    | tvrdý     | Kristina Dmitruková    | 6–1, 6–1           |
| Vítězka    | 14. | leden 2023         | Andrézieux-Bouthéon, Francie         | tvrdý (h) | Audrey Albiéová        | 3–6, 6–2, 7–5      |
| Vítězka    | 15. | únor 2023          | Grenoble, Francie                    | tvrdý (h) | Simona Waltertová      | 6–2, 7–5           |
| Finalistka | 10. | březen 2023        | Trnava, Slovensko                    | tvrdý (h) | Jaqueline Cristianová  | 6–7(7–9), 6–7(4–7) |
| Finalistka | 11. | březen 2023        | Trnava, Slovensko                    | tvrdý (h) | Lucie Havlíčková       | 6–3, 6–7(4–7), 5–7 |
| Vítězka    | 16. | říjen 2023         | Nantes, Francie                      | tvrdý (h) | Gabriela Knutsonová    | 6–7(2), 6–3, 6–2   |
| Vítězka    | 17. | listopad 2023      | Pétange, Lucembursko (2)             | tvrdý (h) | Alex Ealaová           | 6–1, 7–5           |